# Сан-Систо (титулярная церковь)
Титулярная церковь Сан-Систо (лат. Titulus Sancti Sixti) — титулярная церковь, имеющая противоречивое происхождение. Согласно Киршу и Дукеззе, она происходит от имени Крешенций, перечисленного в Римском синоде от 1 марта 499 года, вероятно, соответствующего базилике Крешенциана, упомянутой в Liber Pontificalis и основанной Папой Анастасием I. Напротив, по мнению Кристофори, титул Сан-Систо был учреждён в 590 году Папой Григорием I вместо храма Тигриды, основанного около 112 года Папой Эваристом. Согласно каталогу Пьетро Маллио, составленному в период понтификата Папы Александра III, эта титулярная церковь была связана с базиликой Святого Павла за городскими стенами, а её священники, в свою очередь, служили там Мессу. Титул принадлежит базилике Сан-Систо, расположенной в районе Рима Челио, на виа Друзо.

## Список кардиналов-священников титулярной церкви Сан-Систо
- Роман — (494 — ?) (Titulus Tigridae);
- Бассо — (590 — ?);
- Бонифаций — (?) (590? — ?);
- Феликс — (603 — ?);
- Донат — (761 — ?);
- Лев — (? — декабрь 935 избран Папой Львом VII[1][2]);
- Бенедикт — (964 — до 993);
- Лев — (993 — до 1012);
- Пётр — (1012 — около 1037);
- Пётр — (1037 — до 1060);
  - вакансия (1060 — 1088);
- Паоло Джентили — (1088 — 1099);
- Сиджиццоне (или Сигизмондо) Бьянкелли старший — (1099 — около 1100, до смерти);
- Пьетро Модольензе — (около 1100 — до 1117, до смерти);
- Сиджиццоне Бьянкелли младший — (1117 — после 1130, до смерти);
  - вакансия (1130 — 1168);
- Джованни, O.S.B.Cas. — (1168 — 1177, до смерти);
  - вакансия (1177 — 1350);
- Арно де Вильмюр, C.R.S.A. — (17 декабря 1350 — 28 октября 1355, до смерти);
- Николас Росселл, O.P. — (23 декабря 1356 — 28 марта 1362, до смерти);
- Саймон Лэнгхем, O.S.B. — (22 сентября 1368 — август 1373, назначен кардиналом-епископом Палестрины);
- Лука Родольфуччи де Джентили — (18 сентября 1378 — 18 января 1389, до смерти);
  - Леонардо Росси да Джиффони, O.F.M. — (18 декабря 1378 — октябрь 1398, назначен кардиналом-епископом Остии и Веллетри), псевдокардинал антипапы Климента VII;
- Джованни Доминичи, O.P. — (9 мая 1408 — 10 июня 1419, до смерти);
  - вакансия (1419 — 1431);
- Хуан Касанова, O.P. — (4 июля 1431 — 1 марта 1436, до смерти);
  - вакансия (1436 — 1440);
- Хуан де Торквемада, O.P. — (8 января 1440 — 1446, назначен кардиналом-священником Санта-Мария-ин-Трастевере);
  - Иван Стойкович, O.P. — (2 октября 1440 — 20 октября 1443, до смерти), псевдокардинал антипапы Феликса V;
  - вакансия (1446 — 1471);
- Пьетро Риарио, O.F.M.Conv. — (22 декабря 1471 — 3 января 1474, до смерти);
- Педро Феррис — (30 декабря 1476 — 25 сентября 1478, до смерти);
- Косма Орсини, O.S.B. — (15 мая — 3 июня 1480, назначен кардиналом-священником Санти-Нерео-эд-Акиллео);
  - вакансия (1480 — 1485);
- Пьер де Фуа младший, O.F.M. — (август 1485 — 10 августа 1490, до смерти);
- Паоло Фрегозо (или Кампофрегозо) — (около 1490 — 22 марта 1498, до смерти);
- Жорж I д’Амбуаз — (17 сентября 1498 — 25 мая 1510, до смерти);
- Акилле Грасси — (17 марта 1511 — 6 июля 1517, назначен кардиналом-священником Санта-Мария-ин-Трастевере);
- Томмазо де Вио, O.P. — (6 июля 1517 — 14 марта 1534, назначен кардиналом-священником Санта-Прасседе);
- Николаус фон Шёнберг (или Шомберг, или Шомбер), O.P. — (31 мая — 7 сентября 1537, до смерти);
- Джанпьетро Караффа — (24 сентября 1537 — 6 июля 1541, назначен кардиналом-священником Сан-Клементе);
- Хуан Альварес-и-Альва де Толедо, O.P. — (6 июля 1541 — 24 января 1547, назначен кардиналом-священником Сан-Клементе);
- Шарль I де Бурбон-Вандом — титулярная диакония pro illa vice (25 февраля 1549 — 15 января 1561, назначен кардиналом-священником Сан-Кризогоно);
- Филибер Бабу де Лабурдезьер — (10 марта 1561 — 17 ноября 1564, назначен кардиналом-священником Санти-Сильвестро-э-Мартино-ай-Монти);
- Уго Бонкомпаньи — (15 мая 1565 — 13 мая 1572, избран Папой Григорием XIII);
- Филиппо Бонкомпаньи — (16 июня 1572 — 9 июня 1586, до смерти);
- Ежи Радзивилл — (14 июля 1586 — 21 января 1600, до смерти);
- Альфонсо Висконти — (24 января 1600 — 19 сентября 1608, до смерти);
- Джамбаттиста Лени — (10 декабря 1608 — 5 марта 1618, назначен кардиналом-священником Санта-Чечилия);
- Франсиско Гомес де Сандоваль-и-Рохас — (март 1621 — 17 мая 1625, до смерти);
- Лаудивьо Дзаккья — (9 февраля 1626 — 17 сентября 1629, назначен кардиналом-священником Сан-Пьетро-ин-Винколи);
  - вакансия (1629 — 1634);
- Агостино Ореджи — (9 января 1634 — 12 июля 1635, до смерти);
- Карло Медичи — (12 декабря 1644 — 6 марта 1645, назначен кардиналом-епископом Сабины);
- Доменико Чеккини — (24 апреля 1645 — 1 мая 1656, до смерти);
- Джулио Роспильози — (23 апреля 1657 — 20 июня 1667, избран Папой Климентом IX);
- Джакомо Роспильози — (30 января 1668 — 16 мая 1672, назначен кардиналом-священником Санти-Джованни-э-Паоло);
- Винченцо Мария Орсини, O.P. — (16 мая 1672 — 3 января 1701, назначен кардиналом-епископом Фраскати);
  - вакансия (1701 — 1716);
- Никола Гаэтано Спинола — (8 июня 1716 — 29 января 1725, назначен кардиналом-священником Санти-Нерео-эд-Акиллео);
- Агостино Пипиа, O.P. — (29 января 1725 — 3 марта 1729, назначен кардиналом-священником Санта-Мария-сопра-Минерва);
- Луи-Антуан де Ноай — (3 марта — 4 мая 1729, до смерти);
- Франческо Антонио Фини — (6 июля 1729 — 3 сентября 1738, назначен кардиналом-священником Санта-Мария-ин-Трастевере);
- Винченцо Людовико Готти, O.P. — (26 сентября 1738 — 18 сентября 1742, до смерти);
- Луиджи Мария Лучини, O.P. — (23 сентября 1743 — 17 января 1745, до смерти);
- Карло Витторио Амедео делле Ланце — (2 октября 1747 — 22 ноября 1758, назначен кардиналом-священником Сант-Анастазия);
- Джузеппе Агостино Орси, O.P. — (19 ноября 1759 — 13 июня 1761, до смерти);
  - вакансия (1761 — 1769);
- Джованни Молино — (26 июня 1769 — 14 марта 1773, до смерти);
- Жуан Томас де Бушадорс, O.P. — (18 декабря 1775 - 16 декабря 1780, до смерти);
  - вакансия (1780 — 1829);
- Жан-Батист-Мари-Анн-Антуан де Латиль — (21 мая 1829 — 1 декабря 1839, до смерти);
- Гаспаре Бернардо Пьянетти — (17 декабря 1840 — 30 января 1862, до смерти);
- Филиппо Мария Гвиди, O.P. — (19 марта 1863 — 29 июля 1872), in commendam (29 июля 1872 — 20 июня 1877, в отставке);
- Лючидо Мария Парокки — (20 июня 1877 — 24 марта 1884, назначен кардиналом-священником Санта-Кроче-ин-Джерусалемме);
- Камилло Сичилиано ди Ренде — (26 мая 1887 — 16 мая 1897, до смерти);
- Джузеппе Приско — (24 марта 1898 — 4 февраля 1923, до смерти);
  - вакансия (1923 — 1930);
- Ашиль Льенар — (3 июля 1930 — 15 февраля 1973, до смерти);
- Октавио Берас Рохас — (24 мая 1976 — 1 декабря 1990, до смерти);
- Игнатий Гун Пиньмэй — (30 июня 1991 — 12 марта 2000, до смерти);
- Мариан Яворский — (21 февраля 2001 — 5 сентября 2020, до смерти);
- Антуан Камбанда — (28 ноября 2020 — по настоящее время).